# Parlement van Congo-Brazzaville

Wapen van Congo-Brazzaville

Het Parlement van Congo-Brazzaville (Frans: Parlement de la république du Congo) bestaat uit twee Kamers:
- Nationale Vergadering (Assemblée nationale) - lagerhuis (151 leden);
- Senaat (Sénat) - hogerhuis (72 leden).